# Stagonospora tussilaginis
Stagonospora tussilaginis är en svampart som först beskrevs av Diederich Franz Leonhard von Schlechtendal, och fick sitt nu gällande namn av Died. 1912. Stagonospora tussilaginis ingår i släktet Stagonospora och familjen Phaeosphaeriaceae.   Inga underarter finns listade i Catalogue of Life.